# Oecanthus
Oecanthus ist eine Heuschrecken-Gattung aus der Unterfamilie der Blütengrillen (Oecanthinae).

## Merkmale
Oecanthus-Arten sind hell gefärbt und sehr zart. Ihr Kopf ist halb prognath und weist keine Ocelli auf. Das Pronotum ist länger als breit und verschmälert sich leicht nacht vorne. Das Metanotum der Männchen besitzt eine große Drüsengrube. Die Männchen sind parapter bis mesopter, die Weibchen dagegen parapter. Das Abdomen ist schmal. Der gerade Ovipositor ist am Apex gezähnt, dunkel und verbreitert.

## Vorkommen
Das Verbreitungsgebiet der Gattung umfasst Mittel-, Ost- und Südeuropa, den Norden Afrikas bis südlich der Sahara sowie West- und Zentralasien.

## Systematik
Die Gattung umfasst folgende 62 Arten:
- Artengruppe nigricornis group
  - Oecanthus argentinus Saussure, 1874
  - Oecanthus celerinictus Walker, 1963
  - Oecanthus laricis Walker, 1963
  - Oecanthus nigricornis Walker, 1869
  - Oecanthus pini Beutenmüller, 1894
  - Oecanthus quadripunctatus Beutenmüller, 1894
- Artengruppe niveus group
  - Oecanthus exclamationis Davis, 1907
  - Oecanthus leptogrammus Walker, 1962
  - Oecanthus niveus (De Geer, 1773)
- Artengruppe rileyi group
  - Oecanthus alexanderi Walker, 2010
  - Oecanthus allardi Walker & Gurney, 1960
  - Oecanthus fultoni Walker, 1962
  - Oecanthus rileyi Baker, 1905
- Artengruppe varicornis group
  - Oecanthus californicus Saussure, 1874
  - Oecanthus latipennis Riley, 1881
  - Oecanthus varicornis Walker, 1869

keiner Artengruppe zugeordnet:
- Oecanthus adyeri Otte & Alexander, 1983
- Oecanthus angustus Chopard, 1925
- Oecanthus antennalis Liu, Yin & Hsia, 1994
- Oecanthus bilineatus Chopard & Chatterjee, 1937
- Oecanthus brevicauda Saussure, 1878
- Oecanthus burmeisteri Saussure, 1877
- Oecanthus capensis Saussure, 1877
- Oecanthus chopardi Uvarov, 1957
- Oecanthus comma Walker, 1967
- Oecanthus comptulus Karsch, 1893
- Oecanthus decorsei Chopard, 1932
- Oecanthus dissimilis Toms & Otte, 1988
- Oecanthus dulcisonans Gorochov, 1993
- Oecanthus euryelytra Ichikawa, 2001
- Oecanthus filiger Walker, 1871
- Oecanthus forbesi Titus, 1903
- Oecanthus galpini Toms & Otte, 1988
- Oecanthus henryi Chopard, 1936
- Oecanthus immaculatus Bruner, 1906
- Oecanthus indicus Saussure, 1878
- Oecanthus jamaicensis Walker, 1969
- Oecanthus karschi Chopard, 1932
- Oecanthus lineolatus Saussure, 1897
- Oecanthus longicauda Matsumura, 1904
- Oecanthus macer Karsch, 1893
- Oecanthus major Walker, 1967
- Oecanthus minutus Saussure, 1877
- Oecanthus nanus Walker, 1967
- Oecanthus neofiliger Toms & Otte, 1988
- Oecanthus neosimilis Toms & Otte, 1988
- Oecanthus pellucens (Scopoli, 1763)
- Oecanthus peruvianus Walker, 1869
- Oecanthus pictipes Rehn, 1917
- Oecanthus prolatus Walker, 1967
- Oecanthus pseudosimilis Otte, 1988
- Oecanthus rectinervis Chopard, 1932
- Oecanthus rufescens Serville, 1838
- Oecanthus rufopictus Chopard, 1932
- Oecanthus similator Ichikawa, 2001
- Oecanthus similis Chopard, 1932
- Oecanthus sinensis Walker, 1869
- Oecanthus socians Otte, 1988
- Oecanthus sycomorus Toms & Otte, 1988
- Oecanthus tenuis Walker, 1869
- Oecanthus turanicus Uvarov, 1912
- Oecanthus zhengi Xie, 2003

## Galerie

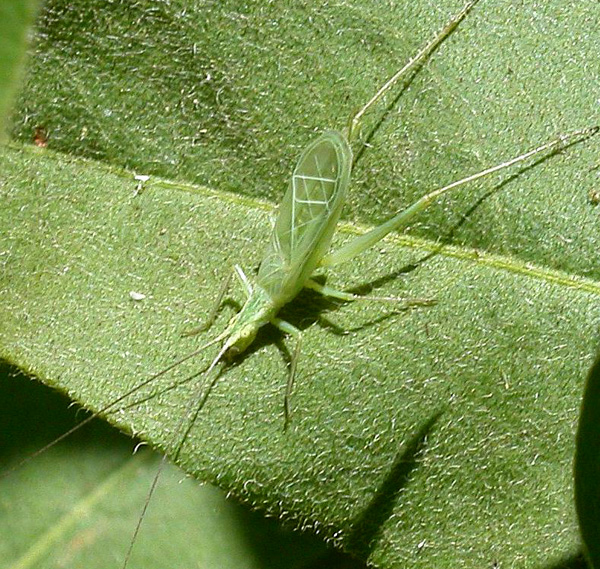
Oecanthus fultoni
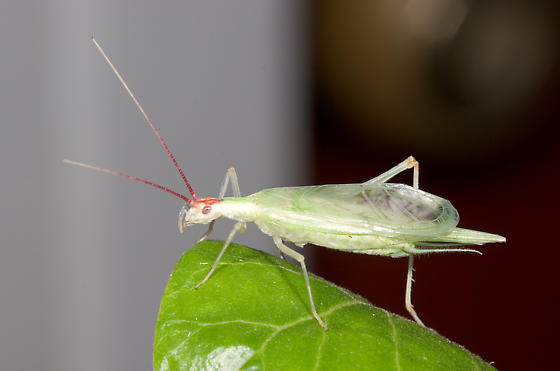
Oecanthus latipennis

## Belege